# Don J. Wells
Don J. Wells, né en 1965, est un astronome amateur américain, producteur de télévision de profession.
Le Centre des planètes mineures le crédite de la découverte de 21 astéroïdes, effectuée entre 2001 et 2009, dont 17 avec la collaboration d'autres astronomes dont Alex Cruz, Joseph A. Dellinger, William G. Dillon et Max Eastman.
L'astéroïde (99891) Donwells lui est dédié.
| (77185) Cherryh        | 20 mars 2001     |
| (90481) Wollstonecraft | 16 février 2004  |
| (115561) Frankherbert  | 20 octobre 2003  |
| (157332) Lynette       | 15 octobre 2004  |
| (159013) Kyleturner    | 15 octobre 2004  |
| (180367) Vonfeldt      | 22 décembre 2003 |
| (377144) Okietex       | 30 août 2003     |